# Donacoscaptes thyonella
Donacoscaptes thyonella là một loài bướm đêm trong họ Crambidae.